# Polignacs förmodan
Inom talteori är Polignacs förmodan, uppkallad efter Alphonse de Polignac som framlade den 1849, en förmodan om primtal som säger följande:
För alla positiva jämna tal n finns det oändligt många primtal pk, pk+1 så att {\displaystyle p_{k+1}-p_{k}=n.\ }
Förmodan har varken bevisats eller motbevisats för något värde på n. 
För n = 2 säger förmodan att primtalstvillingsförmodan är sann. För n = 4 säger den att det finns oändligt många kusinprimtal.